# A45-ös autópálya (Németország)
Az A45-ös autópálya (németül: Bundesautobahn 45) egy autópálya Németországban. Hossza 257 km.